# Asparagus asparagoides
Asparagus asparagoides  es una especie de angiosperma perteneciente a la familia de las asparagáceas. Es una planta nativa del sur de África que se cultiva como planta ornamental.

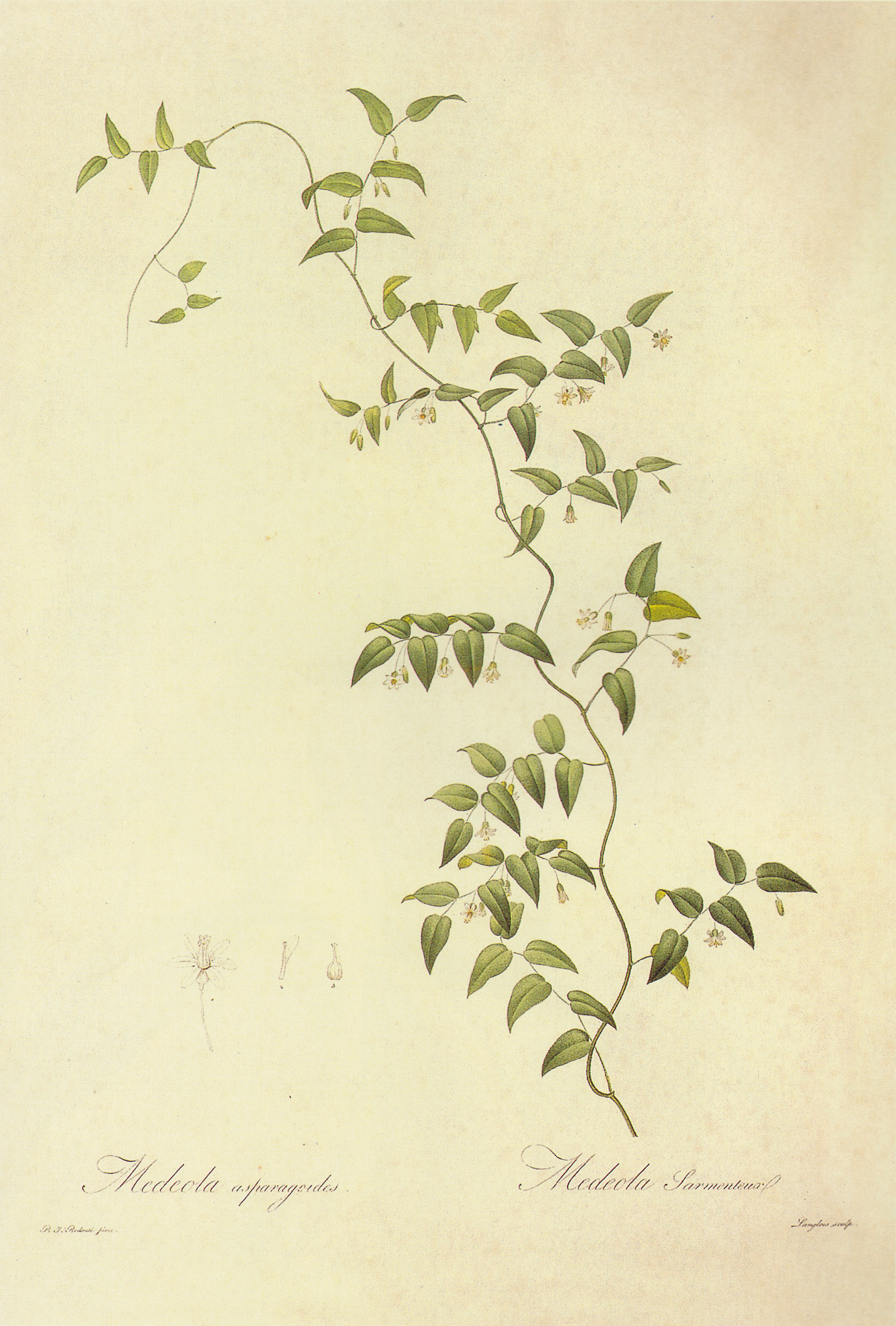
Ilustración

A. asparagoides es una de las principales plagas del sur de Australia y Nueva Zelanda, donde fue introducida hacia 1857 para su utilización como planta ornamental, especialmente en ramos de novia. Asilvestrada, asfixia la vegetación nativa con su espeso follaje y la espesa alfombra de tubérculos que restringen el crecimiento de las raíces de otras especies.  Es reconocida como una de las 20 «malas hierbas de importancia nacional». Su multiplicación es rápida, tanto por endocoria de las semillas, como por reproducción vegetativa de su sistema radicular. 
La organización CSIRO (Commonwealth Scientific and Industrial Research Organisation) ha introducido varios controles biológicos en un intento por reducir la propagación y el impacto de esta planta.
En Nueva Zelanda está incluida en el Acuerdo nacional de plagas de plantas y está clasificado como un «organismo no deseado». En España, está incluida en el Catálogo Español de Especies Exóticas Invasoras.

## Especie invasora en España
Debido a su potencial colonizador y constituir una amenaza grave para las especies autóctonas, los hábitats o los ecosistemas, esta especie ha sido incluida en el Catálogo Español de Especies Exóticas Invasoras, regulado por el Real Decreto 630/2013, de 2 de agosto, estando prohibida en España su introducción en el medio natural, posesión, transporte, tráfico y comercio.

## Taxonomía
Asparagus asparagoides fue descrita por  Carlos Linneo Druce y publicado en Botanical Exchange Club and Society of the British Isles (Report,) 3: 414. 1913[1914].
Etimología
Ver: Asparagus
asparagoides: epíteto latino que significa "como esparrago".
Sinonimia
- Asparagus kuisibensis Dinter
- Asparagus medeoloides (L.f.) Thunb.
- Asparagus medeoloides var. angustifolius (Mill.) Baker
- Asparagus medeoloides var. falciformis (Kunth) Baker
- Dracaena medeoloides L.f.
- Elachanthera sewelliae F.Muell.
- Elide asparagoides (L.) Kerguélen
- Luzuriaga sewelliae (F.Muell.) K.Krause
- Medeola angustifolia Mill.
- Medeola asparagoides L.
- Medeola latifolia Salisb.
- Myrsiphyllum angustifolium (Mill.) Willd.
- Myrsiphyllum asparagoides (L.) Willd.
- Myrsiphyllum falciforme Kunth
- Ruscus volubilis Thunb.[6][7]